# Ixorida florenti
Ixorida florenti är en skalbaggsart som beskrevs av Arnaud 1989. Ixorida florenti ingår i släktet Ixorida och familjen Cetoniidae. Inga underarter finns listade i Catalogue of Life.